# Milan Velimirović
Milan Velimirović (kyrillisch Милан Велимировић; * 21. April 1952 in Niš, Jugoslawien; † 25. Februar 2013 in Belgrad) war ein serbischer Schachkomponist und Schachpublizist.
Milan Velimirović veröffentlichte mehr als 300 Schachaufgaben. Davon wurden etwa 170 ausgezeichnet, 50 davon mit einem ersten Preis. Im Jahr 1984 wurde er Großmeister im Lösen von Schachkompositionen, zuletzt hatte er eine Löse-Elo-Zahl von 2518,92 Punkten. 2010 wurde er zum Großmeister für Schachkomposition ernannt.
|   | a | b | c | d | e | f | g | h |   |
| 8 |   |   |   |   |   |   |   |   | 8 |
| 7 |   |   |   |   |   |   |   |   | 7 |
| 6 |   |   |   |   |   |   |   |   | 6 |
| 5 |   |   |   |   |   |   |   |   | 5 |
| 4 |   |   |   |   |   |   |   |   | 4 |
| 3 |   |   |   |   |   |   |   |   | 3 |
| 2 |   |   |   |   |   |   |   |   | 2 |
| 1 |   |   |   |   |   |   |   |   | 1 |
|   | a | b | c | d | e | f | g | h |   |

Lösung:

Die Verführung 1. Df3? führt nach 1. … Tg3, 1. … Lg3 und 1. … c6 zum Matt durch 2. Ld5, 2. Dc3 bzw. 2. Sxd6, wird jedoch durch 1. … Tb5! widerlegt. Die Lösung ist

1. Db7–b1! mit den Varianten

1. … Tg5–g3 2. Db1–b5 matt

1. … Le1–g3 2. Tb8–b4 matt

1. … c7–c6 2. Sc8–b6 matt

1. … Sa1–c2 2. Db1–a2 matt
Das Stück zeigt in Verführung und Lösung das Bristol-Thema (Healeys Bahnung).
Im Jahr 1973 gründete die serbische Kommission für Schachkomposition die Zeitschrift Mat. Diese wurde von April 1974 bis 1984 von Milan Velimirović bearbeitet. Die Zeitschrift wurde 1984 eingestellt.
Die Zeitschrift MatPlus wurde 1993 von mehreren Schachkomponisten gegründet und erschien erstmals im Frühling 1994. Von Ausgabe 2–4/1994 an übernahm Velimirović die Zeitschrift und führte sie bis zu ihrem Ende 1999, das aus der schlechten wirtschaftlichen Lage resultierte.
Velimirović schrieb während dieser Zeit das Schachlöseprogramm Mat Plus Librarian, das mit einem auf der offiziellen Website als „Crack“ angegebenen Lizenzierungsschlüssel zur Vollversion aufgewertet werden kann, jedoch auch ohne Registrierung in vollem Umfang nutzbar ist.
2006 belebte Velimirović die Zeitschrift wieder und brachte sie ab 2007 neu heraus. Aus ökonomischen Gründen wurde das Magazin in die Gratisschrift „MatPlus“ und Subskriptionsschrift „MatPlus Review“ aufgeteilt. Dabei wurde die frühere Zählung beibehalten, so dass „MatPlus“ bei Nummer 25 fortgesetzt wurde. Die letzte Ausgabe war MatPlus Review 42, in der Zwischenzeit war MatPlus eingestellt worden.
Gemeinsam mit Kari Valtonen veröffentlichte er 2012 in englischer Sprache eine Enzyklopädie der Schachprobleme, die positive Rezensionen erhielt.
Am 25. Februar 2013 verstarb Velimirović nach einer Krankheit.

## Werke
- Milan Velimirović und Marjan Kovačević: 2345 Schachprobleme – Anthology of Chess Combinations. Chess Informant, Belgrad 1997, ISBN 86-7297-031-4.
- Milan Velimirović und Kari Valtonen: Encyclopedia of Chess Problems. Chess Informant, Belgrad 2012.